# 駿河刀光魚
駿河刀光魚（学名：Polymetme surugaensis）为輻鰭魚綱巨口鱼目光器鱼科的其中一種。分布於西太平洋區，包括日本、印尼及澳洲西北部等海域，屬深海魚類，體長可達12公分。

## 扩展阅读
維基物種上的相關：駿河刀光魚